# Egill Skallagrímson

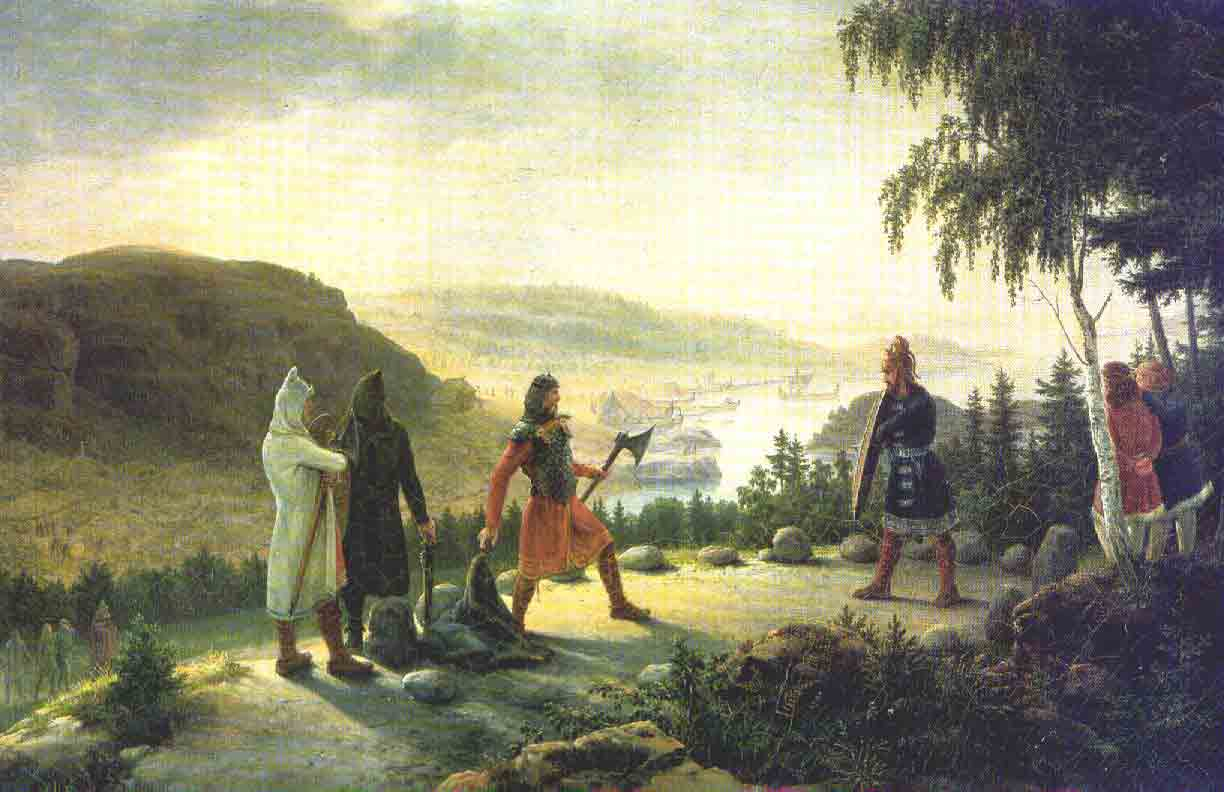
Egil involucrat en un holmgang amb Berg-Önundr, pel pintor Johannes Flintoe

Egill Skallagrímson, també llatinitzat Egil (aprox. 910 - aprox. 990), era un viking i skald popular de l'era vikinga. Egill és un antiheroi popular de les sagues islandeses.

## Vida
Egill nasqué a Islàndia, fill de Skalla-Grímr Kveldulfsson i Bera Yngvarsdóttir, net de Kveldulf Bjalfason ("Llop Nocturn"). Quan Grímr arriba a Islàndia, s'estableix a Borg, on enterrà el taüt de son pare. Grímr era un noble respectat, enemic mortal del rei Harald I de Noruega.
Egill compon el seu primer poema a l'edat de tres anys. Mostra des de molt jove un comportament berserker i això, amb la descripció del seu gran i poc atractiu cap, s'ha teoritzat sobre la possibilitat que sofrira malaltia de Paget de l'os, corroborada per una troballa arqueològica d'un cap de l'era vikinga que podria ser seu. A l'edat de set anys, l'enganyaren en un joc amb altres xiquets, i enfellonit, assassinà d'una destralada al principal autor de l'engany. Un altre succés semblant -ja d'adult- fou quan Berg-Önundr rebutjà que Egill reclamara la part proporcional d'una herència de la seua esposa Ásgerðr, i reptà a Önundr a un holmgang (duel típic viking).
Més tard, després d'una greu ofensa, Egill matà a Bárðr d'Atley, un servidor del rei Eric el Sanguinari i de la família de la reina Gunnhildr. Tots dos recordarien aquest fet durant la resta de la seua vida a la recerca de venjança. Plena d'odi, Gunnhildr ordena als seus dos germans que assassinaren a Egill i al seu germà Tórólfr, amb qui havia tingut bones relacions en el passat. Egill, però, mata els germans de la reina quan intenten enfrontar-s'hi.
Un estiu, el rei Harald va morir. Per assegurar-se la posició com a únic monarca de Noruega, Eric I assassina els seus germans (i es guanya el suport de Destral Sagnant). Eric declara fugitiu a Egill a Noruega. Berg-Önundr reuneix un grup de soldats per capturar Egill, però l'assassinen abans d'aconseguir-ho. Egill també mata a Rögnvaldr, fill del rei Eric i la reina Gunnhildr. De llavors ençà maleeix els monarques amb un Nídstöng i col·loca el cap d'un cavall sobre un pal, recita:
«Ací clave aquest pal niðingr i declare aquest nið contra el rei Eric i la reina Gunnhildr»; girà llavors el cap del cavall cap a terra endins: «Jo proclame aquest níð als esperits de la terra, i a la terra mateixa, perquè tots se senten perduts, que no se sostinguen ni troben el seu lloc, fins que el rei Eric i Gunnhildr marxen d'aquesta terra.» Llavors encarà el cap de cavall en terra, gravà runes sobre el pal, i pronuncià les paraules rituals de la maledicció.
Gunnhildr també feu el mateix respecte a Egill, i això li feu sentir-se esgotat, sense treva, deprimit fins que es trobaren de nou.
Un poc més tard, Eric i Gunnhildr han d'escapar al regne de Northúmbria fugint del príncep Haakon el Bo. En l'Anglaterra anglosaxona, són nomenats rei i reina de Northúmbria i rivalitzen amb el rei Etelstan. Egill naufraga casualment a Northúmbria; es presenta davant la cort d'Eric i és sentenciat a mort. Durant la vespra de l'execució, Egill compon un drápa de lloança al rei i el recitar enfront del patíbul davant d'ell. Eric de mala gana allibera el seu enemic mortal. Egill també lluita en la batalla de Brunanburgh al servei del rei Etelstan.
Finalment, Egill torna a la granja de la seua família a Islàndia, on roman amb un cert poder i involucrat en la política local. Viu fins a superar els vuitanta anys i mor poc després de la cristianització d'Islàndia. Abans de morir, Egill enterra el seu tresor d'argent prop de Mosfellsbær. En el seu darrer acte de violència, assassina el serf que l'havia ajudat a enterrar el tresor per evitar-ne l'espoli. Quan es construeix una capella en les propietats de la família, el cos d'Egill és exhumat i el seu fill el soterra prop de l'altar.

## Descendència
Egill es casà amb la vídua del seu germà, Ásgerðr Björnsdóttir, filla del hersir Björn Brynjólfsson (876 - 932) de Sogn, i neta de Brynjulf Björnsson d'Aurlandi. Fruit d'aquesta relació nasqueren cinc fills:
- Þorgerðr Egillsdóttir (n. 931), que es casà amb el viking Ólafur pái Höskuldsson.
- Bera Egillsdóttir (n. 934), que es casà amb Össur Eyvindarson (n. 940), fill d'Eyvindur Torgrímsson.
- Gunnar Egillsson (n. 939), va morir jove de febres.
- Böðvar Egillsson (943 - 960), va morir ofegat en un naufragi.
- Torsteinn Egillsson. En anys posteriors, un clan local islandés, els Myrmannaaetta, deien ser descendents de Þorsteinn, entre ells l'skald Einarr Skúlason.[10]

## Poemes
A banda de ser un guerrer de gran poder en les fonts literàries, Egill també és famós per la seua poesia, considerat per molts historiadors un dels més dotats poetes de la literatura medieval escandinava. El seu poema Sonatorrek, el plany per la mort del seu fill, s'ha definit com «el naixement de la poesia lírica personal nòrdica». Els seus poemes foren els primers a usar finals rimats.
Aquests texts s'han atribuït a Egill:
1. Atalsteinsdrápa («Elogi d'Etelstan»), drápa per al rei anglosaxó Etelstan.
2. Höfutlausn («El rescat del cap»), amb què Egill salvà la vida després de ser sentenciat a mort pel rei Eric I el Sanguinari.
3. Sonatorrek («La pèrdua dels fills»), després de la mort del seu fill Böðvar, ofegat en una tempesta.
4. Arinbjarnarkvita. Dedicat al seu company Arinbjorn Herse.
5. Skjaldardrápa.
6. Berudrápa.
7. Alguns Lausavísur.
8. Fragments diversos.

## Runes
Egill era gravava runes. El seu aparent mestratge dels seus poders màgics l'ajudà moltes vegades en els seus viatges. Durant una festa a Atla-isle, fracassa un intent d'enverinar-lo gràcies a una runa que grava a la seua copa. També empra runes per a maleir el rei Eric el Sanguinari i la reina Gunnhildr.
Un company li demana que examine una dona malalta. Un terratinent local, després de ser rebutjat per contraure matrimoni amb ella, empra runes per aconseguir el seu amor. En el seu lloc, grava erròniament runes que causen malaltia. Egill crema les runas maleïdes i en fa de noves per ajudar-la a sanar i la dona es guareix. Diu la saga que cantar un poema:
No hi ha runes que puguen portar-la a la tomba
qui les coneix, no les llig.